# Marianna Madia
Marianna Madia, född 5 september 1980 i Rom, är en italiensk politiker (Demokratiska partiet). Hon är medlem av det italienska parlamentet sedan 2008. Hon var från 22 februari 2014 till 1 juni 2018 minister för offentlig förvaltning och förenkling.
Hon har publicerat flera artiklar med AREL (Agenzia di Ricerche e Legislazione), grundat av professor Nino Andreatta, samt två böcker:
- Un welfare anziano. Invecchiamento della popolazione o ringiovanimento della società?, samverkan (Ed. Il Mulino, 2007)
- Precari. Storie di un'Italia che lavora, med inledning av Susanna Camusso (Rubbettino, 2011, ISBN 884982940X)

## Bilder

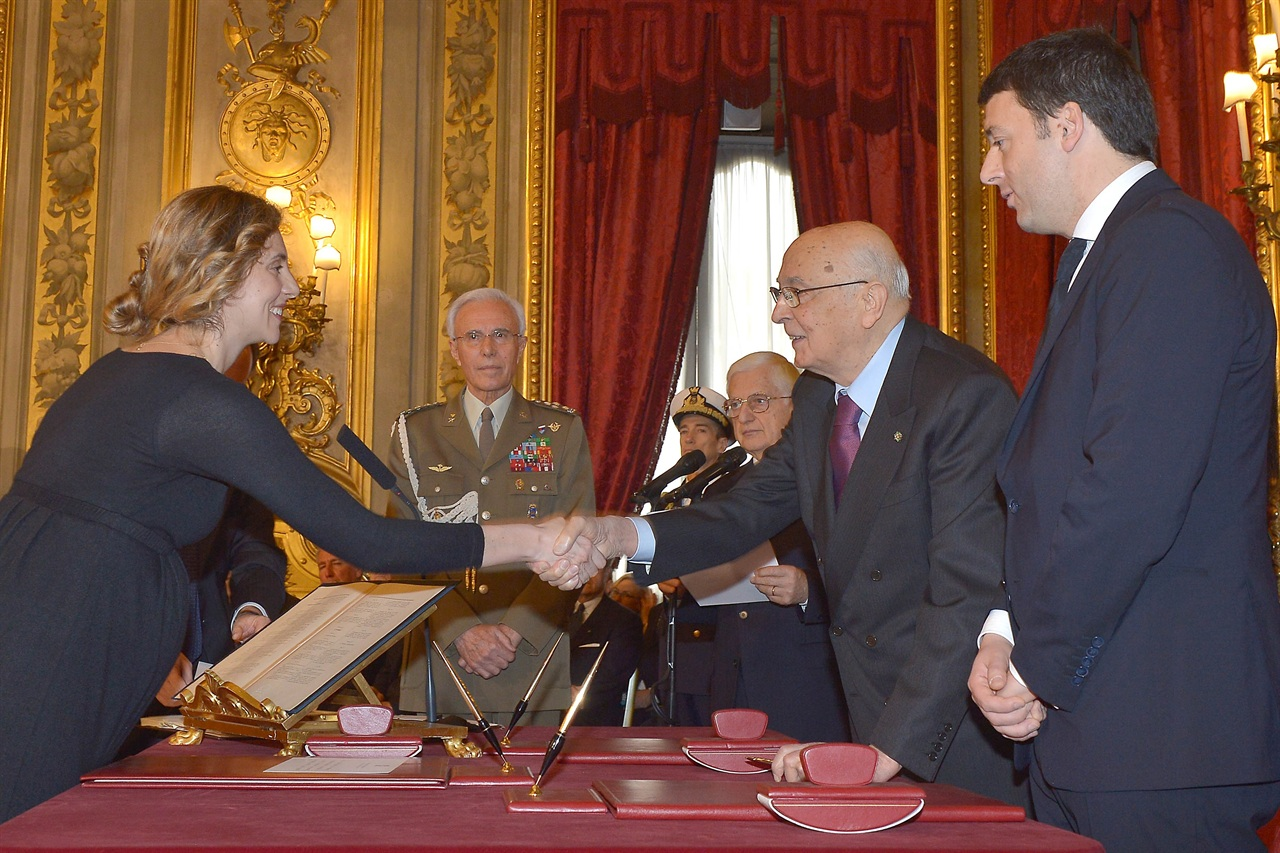
Marianna Madia och Italiens president Giorgio Napolitano och premiärminister Matteo Renzi.